# ウォリック伯
ウォリック伯爵（ウォリックはくしゃく、英: Earl of Warwick）は、イギリスの伯爵位の一つ。過去に4回創設されており、第1期から3期のウォリック伯爵位はイングランド貴族、第4期のウォリック伯爵位はグレートブリテン貴族である。現存している第4期のウォリック伯爵位は初代ブルック伯爵・第8代ブルック男爵フランシス・グレヴィルが1759年に叙位されたのに始まる。第3期を除くウォリック伯爵家はウォリックシャー州のウォリック城を所有していたが、現在は所有を離れている。

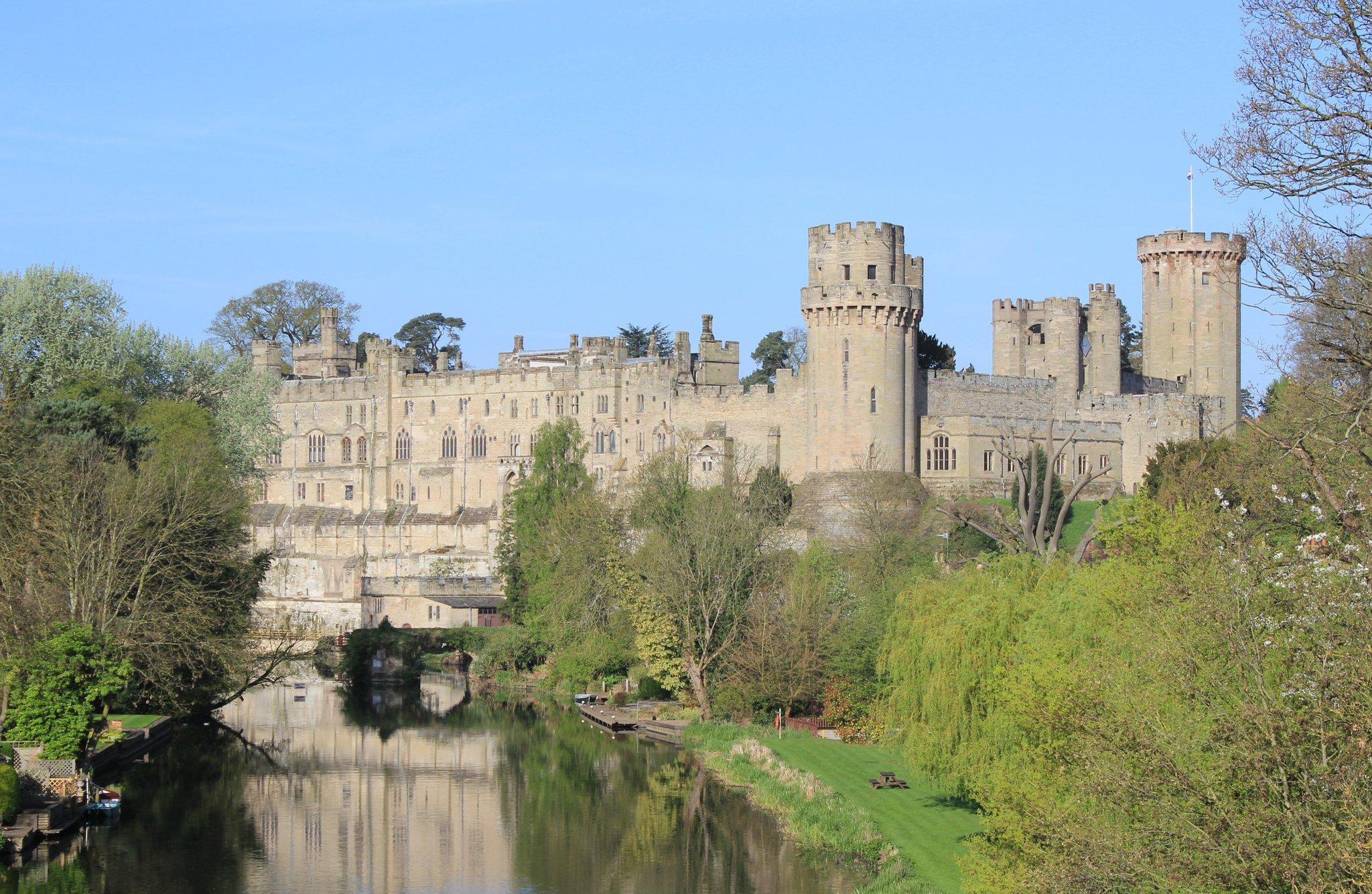
ウォリック城

## 歴史

### 第1期 ボーモント家・ビーチャム家等
オーデリック・ヴィタリスによれば、第1期のウォリック伯に叙位されるヘンリー・ド・ボーモント(?-1119) は、フランス・ノルマンディーのル・ヌーブルの領主でウィリアム征服王の1068年の遠征に従軍してウォリック城の城守 (constable) を任せられた人物というが、これを裏付ける出典はない。ほとんどの期間をノルマンディーで過ごしていた人物と見られる。1088年の反乱の鎮圧でウィリアム2世を助けた功績で、1088年7月から12月の間にウォリック伯爵位を与えられている。

ボーモント家(ニューバラ家)の紋章

ウォリック伯爵位は6代伯トマス・ド・ボーモント(1208頃-1242) までボーモント家（ニューバラ家）の男系男子で続き、その間ウォリック城は木造から石造りの城へ改築され、城下には栄えた市場が生まれた
6代伯トマス・ド・ボーモントが男子後継者なく死去すると、妹のマーガレット (?-1253) が7代ウォリック女伯位とウォリック城を相続したが、ジョン王は彼女が一人で相続するのにふさわしいと考えていなかったので、ジョン・デュ・プレシ(1242頃-1263) と結婚させられることになった。だが夫妻は憎み合い、数回しか会うことがなかったので子供はできず死去した。ついでマーガレットの従兄妹（4代伯ワレランの娘アリスとその夫ウィリアム・モーデュイの間の子）であるウィリアム・モーデュイ(1221頃-1268) が8代伯を継承した。彼は第2次バロン戦争で王党派に属したのでジョン・ジファードによりウォリック城は攻撃を受けた。身代金を支払ってウォリック城に帰還している。

ビーチャム家の紋章

1268年1月8日に8代伯が死去すると、彼の妹イザベル・ド・モーデュイとウスターシャーのシェリフであるウィリアム・ド・ビーチャムの間の子であるウィリアム・ド・ビーチャム(1240頃-1298) が9代伯を襲爵した。以降ビーチャム家によって世襲される爵位となった。9代伯はエドワード1世に軍事指揮官として仕え、ビーチャム家の影響力を拡大させた。
その息子の10代伯ガイ・ド・ビーチャム (1272頃-1315) は、ランカスター伯爵トマスと共にエドワード2世の寵臣政治に反対し、1312年には国王寵臣の初代コーンウォール伯爵ピアーズ・ギャヴィストンを誘拐して殺害した。
その息子の11代伯トマス・ド・ビーチャム (1313頃-1369) は、フランスとの百年戦争が始まった頃に成人し、エドワード3世に忠実なイングランド軍指揮官として1346年のクレシーの戦いや1356年のポワティエの戦いに参戦。ガーター騎士団員となった最初の人物の一人でもある。フランスでの戦闘による身代金の獲得でかなりの財産を築き、ウォリック城の改築を行った。
その息子の12代伯トマス・ド・ビーチャム (1339頃-1401) は、1388年にリチャード2世の側近たちを弾劾した訴追派貴族の一人であり、1397年にリチャード2世の反撃を受けてロンドン塔に投獄され、それに由来してロンドン塔内の要塞の一つがビーチャム塔 (Beauchamp Tower) と名付けられている。その後の裁判の結果、土地や称号をはく奪されてマン島へ流されたが、1399年8月にリチャード2世が王位を追われて同じ訴追派貴族の仲間だったヘンリー・ボリングブルックがヘンリー4世として即位したために釈放されて復権を果たした。
その息子である13代伯リチャード・ド・ビーチャム (1382-1439) は、ビーチャム家の当主の中でも最も著名な人物と思われる。百年戦争後期にヘンリー5世に従ってイングランド軍指揮官としてフランスに出征し、トロワ条約締結の環境整備に尽力した。ヘンリー6世即位後はその教育係となり、ルーアン総督やフランス総督となった。ジャンヌ・ダルクが捕虜になり、イングランドに引き渡された後にはルーアン総督として彼女の裁判と処刑の監督を行っている。
その息子である14代伯ヘンリー・ビーチャム (1425-1446) は、ヘンリー6世の遊び仲間として育ち、1439年に母イザベル・ディスペンサーからバーガーシュ男爵を継承し、1444年4月2日には筆頭伯爵 (Premier Earl) の称号を受け、1445年4月5日にはウォリック公爵 (Duke of Warwick) に叙位された。これはおそらく父の功績によるものと見られる。14代伯が若くして死去した後、男系男子に限定されるウォリック公爵と筆頭伯爵の称号は廃絶したと考えられるが、ウォリック伯爵とバーガーシュ男爵は14代伯の唯一の娘アン・ビーチャム(1443-1449) が継承した。しかし彼女は5歳で死去した。彼女の死とともに王冠に戻ったと見られる。一方でウォリック伯爵位も14世紀半ば以降男子相続人に限定される爵位になっていたとして14代伯の死とともに廃絶したとみなす見解もある。
所領は14代伯の妹にあたるアン・ビーチャム(1426-1492) の夫リチャード・ネヴィル(1428-1471)の手に渡っており、アンとリチャードには1450年3月2日に16代ウォリック伯爵位が与えられている（14代伯の死とともに第1期は廃絶したとみなす見解ではリチャードは妻の権利による16代伯になっておらず新規の初代伯と考えられる）。リチャード・ネヴィルは妻の権利で第5代ソールズベリー伯爵を襲爵していたリチャード・ネヴィルの子であり、薔薇戦争期にその動向が二度にわたって国王の即位や復位を左右したので「キングメーカー」と称されたことで著名である。彼ははじめはヨーク派に属して1461年にエドワード4世がヘンリー6世を追ってヨーク朝を開くのに貢献し、没収されたランカスター派貴族の所領を続々と与えられてイングランド最有力貴族となったが、次第にエドワード4世と対立を深め、ランカスター派に転じてエドワード4世を追い、1470年にはヘンリー6世を一時的に復位させた。しかし翌1471年には体勢を立て直したエドワード4世の反撃でバーネットの戦いに敗れて敗死した。
リチャード・ネヴィルとアンが受けたウォリック伯位は夫妻の死後にアンの子、それがないときはアンの異母妹であるシュルーズベリー伯爵夫人マーガレット・ビーチャムおよびその男系男子が継承することになっていた。そのため、1492年にアンが死去した時、アンとリチャードの娘イザベル・ネヴィルとクラレンス公ジョージ・プランタジネット（エドワード4世の弟）の間の子であるエドワード・プランタジネット (1475-1499) が継承した。彼はヨーク派の有力な王位継承権者として王位が不安定なテューダー朝の初代国王ヘンリー7世に警戒され、1485年以来ロンドン塔に投獄されていた。この間の1487年にはヨーク派の聖職者や貴族たちにより美少年の民間人ランバート・シムネルが「ウォリック伯エドワード」を名乗らされて反乱の旗頭に担がれたため、焦ったヘンリー7世は本物のエドワードをロンドン塔から引きずり出して市中引き回しにしている。その後、エドワードは1499年に処刑され、ウォリック伯爵の称号も剥奪された。彼の財産は姉にあたるソールズベリー伯爵夫人マーガレット・ポール (1473-1541) に相続されたが、彼女も1541年にヘンリー8世により処刑されている。

### 第2期 ダドリー家

ダドリー家の紋章

2期目のウォリック伯爵位は初代ライル子爵ジョン・ダドリー (1502-1553) が1547年2月16日に叙位されたのに始まる。彼は第1期の13代ウォリック伯の娘シュルーズベリー伯爵夫人マーガレットの子孫にあたる。ウォリック城も一緒に与えられているが、ダドリー家はウォリック城をほとんど使用しなかった。ウォリック伯となったジョン・ダドリーは幼君エドワード6世時代に摂政の初代サマセット公爵エドワード・シーモアを失脚させて国政を主導する立場となり、1551年10月11日にはノーサンバーランド公爵に叙され、プロテスタント政策を遂行したが、エドワード6世崩御後にカトリックのメアリーの即位を防ぐためにジェーン・グレイを女王に擁立しようとしたことでメアリー即位後に処刑・爵位剥奪された。
しかし保有爵位のうちウォリック伯爵についてはその三男ジョン(1527頃-1554) が、父がまだ生存中の1553年1月9日に議会の議決によって継承していた。彼は1554年10月に釈放されたものの同月中に死去し、彼の死でウォリック伯爵位は一度廃絶した。
初代伯の四男アンブローズ(1529頃-1589) は、サン・カンタンの戦いに参戦したことで名誉を回復し、1561年12月25日にライル男爵 (Baron Lisle) 、その翌日にはウォリック伯爵に叙位された。この爵位は弟のロバート（レスター伯）を特別継承者 (special remainder) とし、かつてのウォリック伯位の優先順位と所領を定めていた。しかしアンブローズ、そして彼に先立って死去した弟のロバートにも嫡出子の男子がなかったため、爵位は彼の死とともに廃絶した。
ダドリー家のウォリック伯爵位が終わったとき、ウォリック城は荒廃した状態にあり、1603年にジェームズ1世は城の破却を計画したが、貴族の支持を得る目的で結局サー・ファルク・グレヴィルに与えられた。彼は1621年に初代ブルック男爵に叙され、その子孫のブルック男爵グレヴィル家は代々ウォリック城を相続し、1759年に至って4期目のウォリック伯爵に叙されることになるが、その間にウォリック伯爵位はウォリック城の所有権と分離してリッチ家に与えられる。

### 第3期 リッチ家

リッチ家の紋章

第3期は1618年8月6日に第3代リッチ男爵ロバート・リッチ(1559-1619) が叙位されたのにはじまる。彼は大法官の初代リッチ男爵リチャード・リッチの孫にあたる。
その息子の2代伯ロバート (1587-1658) は、イングランド内戦で議会軍の海軍司令官として活躍した。彼の死後、2人の息子ロバート(1611-1659) とチャールズ(1619-1673) が襲爵するもいずれも男子を残せなかったため、初代伯の次男である初代ホランド伯爵ヘンリー・リッチの長男である2代ホランド伯爵ロバート・リッチ (1620-1675) が5代伯を継承した。その後、彼の息子エドワード (1673-1701) が6代伯、さらにその息子エドワード・ヘンリー (1697-1721) が7代伯となったが、彼が子供を残さなかったため、その死後には初代ホランド伯の四男の孫にあたるエドワード・リッチ (1695-1759) が8代伯を継承した。しかし彼も男子を残さなかったため、彼の死とともに第3期のウォリック伯爵は廃絶した。

### 第4期 グレヴィル家
現存する第4期のウォリック伯爵位に叙されるフランシス・グレヴィル (1719-1773) は、1727年7月28日に父の死によりイングランド貴族爵位の第8代ブルック男爵位とウォリック城を相続し、1746年7月7日にグレートブリテン貴族ブルック伯爵 (Earl Brooke) に叙位された。そして第3期ウォリック伯爵が廃絶した二か月後の1759年11月30日にグレートブリテン貴族として第4期のウォリック伯爵に叙位された。グレヴィル家は第1期のウォリック伯爵ビーチャム家の分流にあたる。初代伯はウォリック城を近代化してカントリー・ハウス化させ、ランスロット・ブラウンに庭園の創設を依頼した。
その息子の2代伯ジョージ(1746-1816) は襲爵前にウォリック選挙区から選出されてトーリー党の庶民院議員を務めている。しかし1803年に破産し、ウォリック城の周辺の地所を売却することを余儀なくされた。1815年には家計の立て直しのために城を観光用に一般公開した。
その息子の3代伯ヘンリー(1779-1853) も襲爵前にウォリック選挙区選出のトーリー党の庶民院議員を務めた。3代伯は襲爵後に寝室侍従長や侍従たる貴族院議員(与党院内幹事)を務めている。
その息子の4代伯ジョージ(1818-1893) も襲爵前にサウス・ウォリックシャー選挙区選出の保守党の庶民院議員を務めた。彼の代の1871年にウォリック城が火災に遭い、再建のために巨額の公的資金が投入された。
その息子の5代伯フランシス(1853-1924) も襲爵前に保守党の庶民院議員を務めている。他にウォリック市長 (Warwick Mayor) やフリーメイソンのイングランド連合グランドロッジの副グランドマスター (Deputy Grand Master) も務めた。彼の妻デイジーは、週末にヴィクトリア朝の上流階級を集めて催していたスキャンダラスな社交パーティーで有名となった。
その息子の6代伯レオポルド(1882-1928)は准将まで昇進した陸軍軍人だった。第2次ボーア戦争に従軍し、日露戦争にはロイターの特派員として派遣された。第一次世界大戦では海外派遣軍の参謀将校司令部に副官として勤務した後、第4カナダ歩兵旅団や第12カナダ歩兵旅団の指揮を執った。1924年1月15日に父の死により襲爵するも、第一次世界大戦後に砲弾ショックで苦しみ、アルコール中毒となっており、襲爵から4年後の1928年1月31日には死去した。
その息子の7代伯チャールズ(1911-1984) は、俳優としてハリウッドへの進出を狙い、1938年のハリウッド映画『ザ・ドーン・パトロール』に出演したが、大根役者だったのですぐに俳優としてのキャリアは終わった。1951年から1952年にかけてはウォリック市長を務めた。
7代伯の死後、その息子のデイヴィッド (1934-1996) が8代伯を襲爵した。彼の代にウォリック城の費用捻出は限界に達し、1978年にタッソー・グループにウォリック城を売却した。
8代伯の死後にはその息子ガイ (1957-) が9代伯を襲爵した。2020年現在の当主も彼である。

## 現当主の保有爵位
現当主ガイ・デイヴィッド・グレヴィルは以下の爵位を保有している。
- 第9代ウォリック伯爵(9th Earl of Warwick)
(1759年11月30日の勅許状によるグレートブリテン貴族爵位)
- ウォリック城の第9代ブルック伯爵(9th Earl Brooke of Warwick Castle)
(1746年7月7日の勅許状によるグレートブリテン貴族爵位)
- ウォリック州におけるビーチャム城の第16代ブルック男爵（英語版）(16th Baron Brooke, of Beauchamp's Castle in the County of Warwick)
(1620/21年1月29日の勅許状によるイングランド貴族爵位)

## 歴代当主一覧

### ウォリック伯 第1期 (1088年)

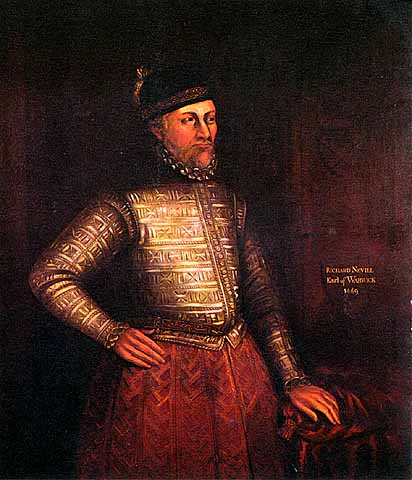
第1期16代ウォリック伯リチャード・ネヴィル

- 初代ウォリック伯ヘンリー・ド・ボーモント（英語版） (生年不詳-1119年)
- 2代ウォリック伯ロジャー・ド・ボーモント（英語版） (1102年頃-1153年) 先代の子
- 3代ウォリック伯ウィリアム・ド・ボーモント（英語版） (1140年以前-1184年) 先代の長男
- 4代ウォリック伯ワレラン・ド・ボーモント（英語版） (1153年-1204年) 先代の弟(2代伯の次男)
- 5代ウォリック伯ヘンリー・ド・ボーモント（英語版） (1195年頃-1229年) 先代の子
- 6代ウォリック伯トマス・ド・ボーモント（英語版） (1208年頃-1242年) 先代の子
- 7代ウォリック女伯マーガレット・ド・ボーモント（英語版）（?-1253年）先代の妹(5代伯の娘)
  - 7代ウォリック伯ジョン・マーシャル (?-1242年) 最初の夫。妻の権利（英語版）で7代ウォリック伯
  - 7代ウォリック伯ジョン・デュ・プレシ（英語版） (?-1263年) 二番目の夫。妻の権利で7代ウォリック伯
- 8代ウォリック伯ウィリアム・モーデュイ（英語版） (1221年頃-1268年)先代の従兄弟(4代伯の孫)
- 9代ウォリック伯ウィリアム・ド・ビーチャム（英語版） (1240年頃-1298年)先代の甥(4代伯の曾孫)
- 10代ウォリック伯ガイ・ド・ビーチャム (1272年頃-1315年) 先代の子
- 11代ウォリック伯トマス・ド・ビーチャム (1313年頃-1369年) 先代の子
- 12代ウォリック伯トマス・ド・ビーチャム (1339年頃-1401年) 先代の子
- 13代ウォリック伯リチャード・ド・ビーチャム (1382年-1439年) 先代の子
- 初代ウォリック公/14代ウォリック伯ヘンリー・ビーチャム (1425年-1446年)先代の子。1445年にウォリック公爵に叙される
- 15代ウォリック女伯アン・ビーチャム (1443年-1449年) 先代の娘
- 16代ウォリック女伯アン・ビーチャム (1426年-1492年) 先代の叔母(13代伯の娘)
  - 16代ウォリック伯リチャード・ネヴィル (1428年-1471年) 16代女伯の夫。妻の権利で16代ウォリック伯
- 17代ウォリック伯エドワード・プランタジネット (1475年-1499年) 先代の孫。1499年に剥奪

### ウォリック伯 第2期 (1547年)

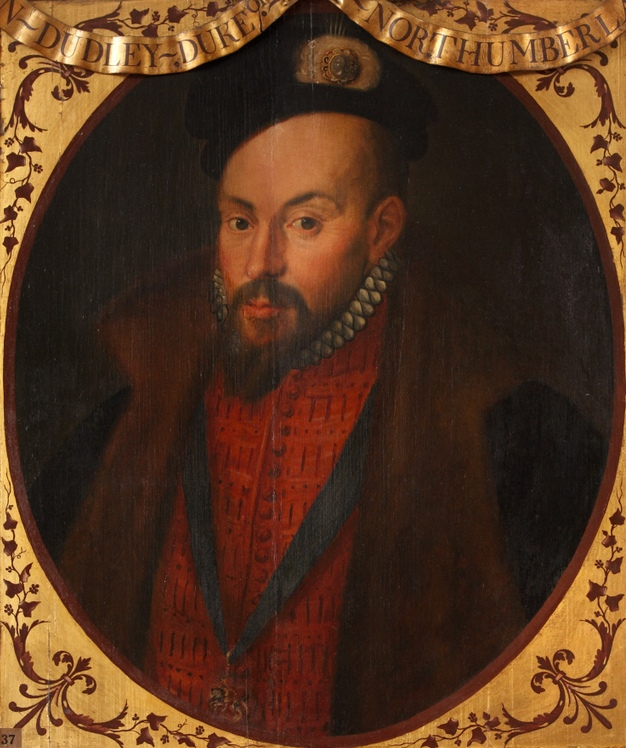
第2期初代ウォリック伯ジョン・ダドリー(初代ノーサンバーランド公爵)

- 初代ノーサンバーランド公/初代ウォリック伯ジョン・ダドリー (1501年-1553年)
- 2代ウォリック伯ジョン・ダドリー（英語版） (1527年頃-1554年) 先代の息子
- 3代ウォリック伯アンブローズ・ダドリー（英語版） (1529年頃-1589年) 先代の弟

### ウォリック伯 第3期 (1618年)
- 初代ウォリック伯ロバート・リッチ（英語版） (1559年-1619年)
- 2代ウォリック伯ロバート・リッチ (1587年-1658年) 先代の息子
- 3代ウォリック伯ロバート・リッチ（英語版） (1611年-1659年) 先代の息子
- 4代ウォリック伯チャールズ・リッチ（英語版） (1619年-1673年) 先代の弟
- 5代ウォリック伯/2代ホランド伯ロバート・リッチ (1620年-1675年) 先代の従兄弟(初代伯の次男の子)
- 6代ウォリック伯/3代ホランド伯エドワード・リッチ (1673年-1701年) 先代の息子
- 7代ウォリック伯/4代ホランド伯エドワード・ヘンリー・リッチ (1697年-1721年) 先代の息子
- 8代ウォリック伯/5代ホランド伯エドワード・リッチ (1695年-1759年) 先代の又従兄(初代伯の四男の孫)

### ウォリック伯 第4期 (1759年)
- 初代ウォリック伯フランシス・グレヴィル (1719年-1773年)
- 2代ウォリック伯ジョージ・グレヴィル（英語版） (1746年-1816年) 先代の息子
- 3代ウォリック伯ヘンリー・リチャード・グレヴィル（英語版） (1779年-1853年) 先代の息子
- 4代ウォリック伯ジョージ・ガイ・グレヴィル（英語版） (1818年-1893年) 先代の息子
- 5代ウォリック伯フランシス・リチャード・チャールズ・グレヴィル（英語版） (1853年-1924年) 先代の息子
- 6代ウォリック伯レオポルド・ガイ・フランシス・メイナード・グレヴィル（英語版） (1882年-1928年) 先代の息子
- 7代ウォリック伯チャールズ・ガイ・ファルク・グレヴィル（英語版） (1911年-1984年) 先代の息子
- 8代ウォリック伯デイヴィッド・ロビン・フランシス・ガイ・グレヴィル (1934年-1996年) 先代の息子
- 9代ウォリック伯ガイ・デイヴィッド・グレヴィル (1957年-) 先代の息子
  - 法定推定相続人はブルック卿（儀礼称号）チャールズ・ファルク・チェスター・グレヴィル (1982年-)